# Primera División 2020 (vrouwenvoetbal Uruguay)
Het seizoen 2020 van de Primera División was het 24e seizoen van de hoogste Uruguayaanse vrouwenvoetbalcompetitie. De competitie liep van 6 september tot 20 december 2020. Club Nacional de Football werd voor de vijfde keer landskampioen. Het was voor de Tricolores hun eerste titel sinds 2011.

## Teams
Er namen tien ploegen deel aan de Primera División tijdens het seizoen 2020. Acht ploegen wisten zich vorig seizoen te handhaven, maar Colón FC trok zich terug voor dit seizoen. Daardoor promoveerden er drie ploegen vanuit de Segunda División (in plaats van twee): Defensor Sporting Club (kampioen) en CA Atenas (San Carlos) (nummer twee) en Danubio FC (nummer drie). Zij kwamen in de plaats van Colón en de gedegradeerde ploegen CA Bella Vista en Club Plaza Colonia de Deportes–CD Línea D Cutsca.
| Club                        | Stad        | Vorig seizoen |
| --------------------------- | ----------- | ------------- |
| CA Atenas                   | San Carlos  | 2e (2ª)       |
| Danubio FC                  | Montevideo  | 3e (2ª)       |
| Defensor Sporting Club      | Montevideo  | 1e (2ª)       |
| CA Fénix                    | Las Piedras | 6e            |
| Liverpool FC                | Montevideo  | 4e            |
| Club Nacional de Football   | Montevideo  | 2e            |
| CA Peñarol                  | Montevideo  | 1e            |
| CA Progreso                 | Montevideo  | 5e            |
| CA River Plate              | Montevideo  | 7e            |
| FC San Jacinto–CA Rentistas | Montevideo  | 8e            |

## Competitie-opzet
De competitie bestond uit twee fasen: de eerste fase en het Campeonato Uruguayo Especial en Campeonato Permanencia (tweede fase). In het reguliere seizoen speelden de ploegen een halve competitie tegen elkaar. Na de eerste negen wedstrijden werd de competitie in tweeën gesplitst: de top-vijf kwalificeerde zich voor het Campeonato Uruguayo Especial, de overige vijf ploegen gingen naar het Campeonato Permanencia. In beide groepen werd vervolgens wederom een halve competitie gespeeld. De ploegen het Campeonato Uruguayo Especial speelden om de landstitel, terwijl in het Campeonato Permanencia werd gestreden om op het hoogste niveau te mogen blijven.
Oorspronkelijk zou de Primera División beginnen op 29 maart en dezelfde opzet hebben als vorig seizoen, toen de competitie bestond uit twee delen: de Apertura en de Clausura. In de Apertura en de Clausura zouden alle ploegen eenmaal tegen elkaar spelen. De winnaars van de Apertura en de Clausura zouden zich voor de halve finales van het Campeonato kwalificeren. De winnaar van het totaalklassement (waarin alle wedstrijden werden meegeteld) zou zich plaatsen voor de finale van het Campeonato. Vanwege de coronacrisis werd echter pas op 6 september begonnen en werd er niet gekozen voor deze opzet.

### Kwalificatie voor internationale toernooien
Het seizoen 2020 gold als kwalificatie voor de Zuid-Amerikaanse Copa Libertadores Femenina van 2021. De landkampioen mocht meedoen aan dat toernooi, dat in november 2021 in Asunción (Paraguay) werd gespeeld. De finale van de Copa Libertadores werd gehouden in het Estadio Centenario in Montevideo.

## Eerste fase
De eerste fase (Primera Fase) liep van 6 september tot 29 november 2020. Op 13 maart werden alle voetbalactiviteiten die georganiseerd werden door de Uruguayaanse voetbalbond AUF stilgelegd vanwege de coronapandemie. De competities in het vrouwenvoetbal waren op dat moment nog niet begonnen. In augustus werd besloten om het seizoen in september te beginnen. De ploegen speelden een halve competitie en de vijf beste ploegen kwalificeerden zich voor het Campeonato Uruguayo Especial. De overige vijf ploegen gingen verder in het Campeonato Permanencia.
Op 6 september trapten titelverdediger CA Peñarol en Club Nacional de Football (in 2019 tweede geworden) in het Estadio Charrúa het seizoen 2020 af. De wedstrijd tussen de rivalen eindigden in een 1–1 gelijkspel dankzij doelpunten van Esperanza Pizarro (Nacional) en Ximena Velazco (Peñarol). Later die middag behaalde promovendus CA Atenas een 11–0 zege op CA Progreso. Daarmee werden ze de eerste koploper van de competitie, hoewel ze die leidersplaats op basis van wedstrijdpunten moesten delen met Danubio FC en Liverpool FC. Van de drie koplopers bleef alleen Liverpool na twee wedstrijden nog over met de volle buit. Een week later leden de Negriazules hun eerste puntverlies (een gelijkspel tegen CA Fénix) waardoor Peñarol en Nacional weer op gelijke hoogte konden komen en in de vierde wedstrijd (gelijkspel tegen Danubio) haakte Liverpool af aan kop.
Peñarol en Nacional wonnen allebei de vijfde en zesde wedstrijd, waarna ze zich verzekerden van deelname aan de titelstrijd in het Campeonato Uruguayo Especial. Nadat beide ploegen een week later wederom wonnen leed Peñarol in de achtste speelronde puntverlies: ze deelden de punten met Fénix, waardoor ook die ploeg zeker was van een plekje bij de beste vijf. Ook Liverpool, dat FC San Jacinto–CA Rentistas versloeg, schaarde zich bij de deelnemers aan de titelstrijd.
Met nog een wedstrijd te spelen waren er nog drie kanshebbers op het laatste ticket voor het Campeonato Uruguayo Especial. Dit waren de gepromoveerde ploegen Danubio (11 punten), Defensor Sporting Club (10 punten) en Atenas (9 punten). Die laatste speelronde werd echter vanwege mogelijke coronabesmettingen uitgesteld. Drie weken na de een-na-laatste speelronde werd de eerste fase uiteindelijk afgesloten. Danubio leed een ruime nederlaag tegen Peñarol, terwijl Defensor Sporting en Atenas overwinningen boekten op respectievelijk Progreso en CA River Plate. Hierdoor kwalificeerde Defensor Sporting zich voor de titelstrijd. Atenas en Danubio waren veroordeeld tot de degradatiegroep. Ook River Plate en San Jacinto–Rentistas moesten daaraan meedoen, net als Progreso, dat alle wedstrijden had verloren en maar één doelpunt had gemaakt.

### Eindstand Primera Fase
|     | Club                        | Sp. | W | G | V | Pnt. | DV | DT | DS  |
| --- | --------------------------- | --- | - | - | - | ---- | -- | -- | --- |
| 1.  | Club Nacional de Football   | 9   | 8 | 1 | 0 | 25   | 53 | 4  | +49 |
| 2.  | CA Peñarol                  | 9   | 7 | 2 | 0 | 23   | 46 | 5  | +41 |
| 3.  | Liverpool FC                | 9   | 5 | 2 | 2 | 17   | 25 | 10 | +15 |
| 4.  | CA Fénix                    | 9   | 4 | 4 | 1 | 16   | 24 | 15 | +9  |
| 5.  | Defensor Sporting Club      | 9   | 4 | 1 | 4 | 13   | 21 | 15 | +6  |
| 6.  | CA Atenas                   | 9   | 4 | 0 | 5 | 12   | 25 | 27 | –2  |
| 7.  | Danubio FC                  | 9   | 3 | 2 | 4 | 11   | 13 | 23 | –10 |
| 8.  | CA River Plate              | 9   | 1 | 2 | 6 | 5    | 11 | 25 | –14 |
| 9.  | FC San Jacinto–CA Rentistas | 9   | 1 | 2 | 6 | 5    | 9  | 28 | –19 |
| 10. | CA Progreso                 | 9   | 0 | 0 | 9 | 0    | 1  | 76 | –75 |

### Legenda
| Kleur | Kwalificatie voor            |
| ----- | ---------------------------- |
|       | Campeonato Uruguayo Especial |
|       | Campeonato Permanencia       |

## Campeonato Permanencia
De vijf laagst geklasseerde ploegen uit het reguliere seizoen gingen verder in het Campeonato Permanencia. De ploegen speelden een halve competitie tegen elkaar en de twee slechtste ploegen degradeerden naar de Segunda División.
In de openingsronde deelde Danubio FC de punten met FC San Jacinto–CA Rentistas en speelden CA Atenas en CA Progreso gelijk tegen elkaar. Het was voor Progreso de eerste keer dit seizoen dat ze een resultaat behaalden, maar het punt moesten ze later weer inleveren en de overwinning werd aan Atenas toegekend. Drie dagen later greep Danubio de leiding door Progreso te verslaan, terwijl CA River Plate hun eerste wedstrijd in het Campeonato Permanencia won van Atenas.
Na zeges van Danubio (op River Plate) en San Jacinto–Rentistas (op Progreso) was Danubio met nog twee speelrondes te gaan zeker van handhaving. In hun laatste wedstrijd op 16 december versloegen ze Atenas met 3–2 en kroonden zich daarmee tevens tot winnaar van het Campeonato Permanencia. Ook River Plate speelde zich later die middag veilig door San Jacinto–Rentistas te verslaan. Door dat resultaat was Progreso sowieso gedegradeerd. De tweede degradant werd vier dagen later bepaald, in een onderling duel tussen San Jacinto–Rentistas en Atenas. De Atenienses wonnen die wedstrijd met 2–0 en handhaafden zich daarmee op het hoogste niveau. San Jacinto–Rentistas degradeerde dus naar de Segunda División.

### Eindstand Campeonato Permanencia
|    | Club                        | Sp. | W | G | V | Pnt. | DV | DT | DS  |
| -- | --------------------------- | --- | - | - | - | ---- | -- | -- | --- |
| 1. | Danubio FC                  | 4   | 3 | 1 | 0 | 10   | 9  | 3  | +6  |
| 2. | CA River Plate              | 4   | 3 | 0 | 1 | 9    | 12 | 3  | +9  |
| 3. | CA Atenas                   | 4   | 1 | 1 | 2 | 6    | 5  | 9  | –4  |
| 4. | FC San Jacinto–CA Rentistas | 4   | 1 | 1 | 2 | 4    | 6  | 5  | +1  |
| 5. | CA Progreso                 | 4   | 0 | 1 | 3 | 0    | 1  | 13 | –12 |

### Legenda
| Kleur | Kwalificatie voor     |
| ----- | --------------------- |
|       | Segunda División 2021 |

## Campeonato Uruguayo Especial
In het Campeonato Uruguayo Especial speelde de top-vijf van de eerste fase om de landstitel. De ploegen speelden tussen 6 en 20 december een halve competitie tegen elkaar en de winnaar daarvan kroonde zich tot kampioen van Uruguay.
Club Nacional de Football en CA Peñarol waren de titelfavorieten omdat ze in het reguliere seizoen de bovenste twee plaatsen hadden bezet, met een aanzienlijke voorsprong op de overige ploegen. Peñarol maakte die status waar door in de eerste speelronde met 6–0 van CA Fénix te winnen. In de andere wedstrijd won Liverpool FC van Defensor Sporting Club. Nacional had deze speelronde vrij.
Vier dagen later stond de Clásico tussen Nacional en Peñarol op het programma. Nacional zegevierde via doelpunten van Antonella Ferradans en Esperanza Pizarro. Mede hierdoor kwam Liverpool aan de leiding; zij speelden gelijk tegen Fénix. Nacional nam de koppositie op 13 december over doordat ze met 5–1 wonnen van Liverpool en op de een-na-laatste speeldag wisten de Negriazules ook geen vuist te maken tegen Peñarol (3–0).
In de laatste wedstrijd had Nacional genoeg aan een gelijkspel tegen Fénix om de titel binnen te halen. De Tricolores voldeden daar ruim aan door met 5–0 te zegevieren. Peñarol eindigde als tweede en greep voor het eerst sinds 2016 naast de titel. Op basis van een beter doelsaldo eindigde Liverpool boven Fénix als derde. Voor beide ploegen was dit hun beste eindklassering ooit.
|     | Club                      | Sp. | W | G | V | Pnt. | DV | DT | DS  |
| --- | ------------------------- | --- | - | - | - | ---- | -- | -- | --- |
| 01. | Club Nacional de Football | 4   | 4 | 0 | 0 | 12   | 15 | 3  | +12 |
| 2.  | CA Peñarol                | 4   | 3 | 0 | 1 | 9    | 12 | 2  | +10 |
| 3.  | Liverpool FC              | 4   | 1 | 1 | 2 | 4    | 5  | 10 | –5  |
| 4.  | CA Fénix                  | 4   | 1 | 1 | 2 | 4    | 3  | 13 | –10 |
| 5.  | Defensor Sporting Club    | 4   | 0 | 0 | 4 | 0    | 2  | 9  | –7  |

### Legenda
| Kleur | Kwalificatie voor               |
| ----- | ------------------------------- |
|       | Copa Libertadores Femenina 2021 |

| Winnaar Primera División 2020      |
| ---------------------------------- |
| Club Nacional de Football 5e titel |

#### Topscorers
De topscorerstitel ging naar de 19-jarige Esperanza Pizarro van landskampioen Club Nacional de Football. Zij scoorde negentien doelpunten en werd daarmee de jongste topscorer sinds Carolina Birizamberri in 2013.
| №  | Speelster         | Club(s)                   | Goals |
| -- | ----------------- | ------------------------- | ----- |
| 1. | Esperanza Pizarro | Club Nacional de Football | 19    |
| 2. | Sofía Ferrada     | Club Nacional de Football | 12    |
| 2. | Lourdes Viana     | CA Peñarol                | 12    |
| 4. | Juliana Castro    | Club Nacional de Football | 11    |

### Fairplayklassement
Het fairplayklassement werd gewonnen door Defensor Sporting Club.
1997 · 1998 · 1999 · 2000 · 2001 · 2002 · 2003 · 2004 · 2005 · 2006 · 2007 · 2008 · 2009 · 2010 · 2011 · 2012 · 2013 · 2014 · 2015 · 2016 · 2017 · 2018 · 2019 · 2020 · 2021